# Lucinda Franks

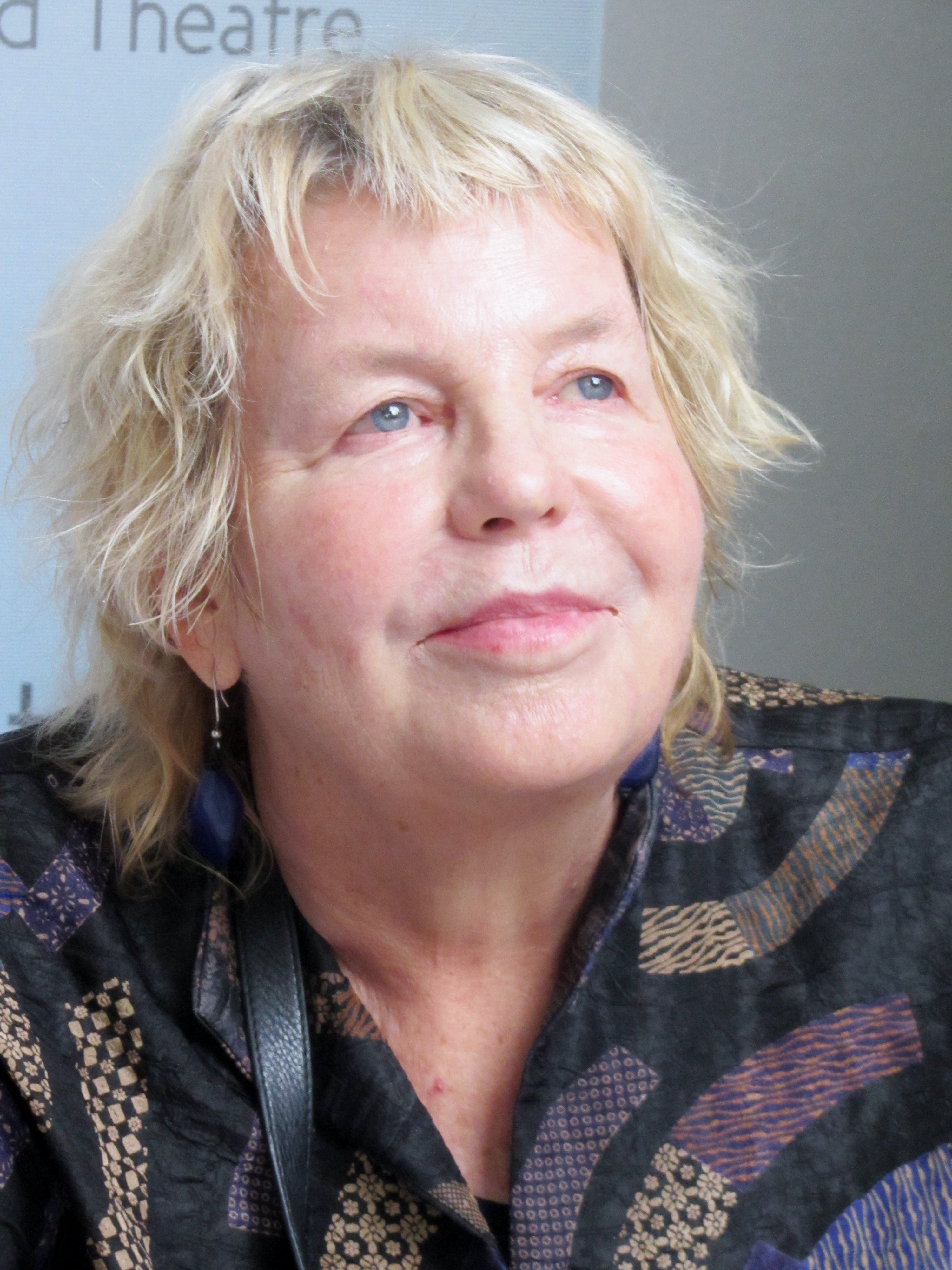
Lucinda Franks, 2014

Lucinda Laura Franks (* 16. Juli 1946 in Chicago, Illinois; † 5. Mai 2021 in Hopewell Junction, New York) war eine US-amerikanische Journalistin, Romanautorin und Memoirenschreiberin. Franks gewann 1971 einen Pulitzer-Preis für ihre Berichterstattung über das Leben von Diana Oughton, einem Mitglied des Weather Underground. Mit dieser Auszeichnung wurde sie die erste Frau, die einen Pulitzer-Preis in der Kategorie für nationale Berichterstattung gewann, und die jüngste Person, die jemals einen Pulitzer-Preis gewann. Sie veröffentlichte vier Bücher, darunter zwei Memoirenbände, und arbeitete als angestellte Autorin bei der New York Times (1974 bis 1977) und beim The New Yorker (1992 bis 2006).

## Leben
Lucinda Laura Franks wurde in Chicago geboren und wuchs in einer christlichen Familie als Tochter von Lorraine Lois (Leavitt) und Thomas E. Franks in Wellesley, Massachusetts, auf. Franks besuchte die Beaver Country Day School und machte 1968 ihren Abschluss in Englisch am Vassar College. Während ihrer Zeit am Vassar College war sie Mitbegründerin der örtlichen Gruppe von Students for a Democratic Society.
Franks begann 1968 bei United Press International (UPI) in London zu arbeiten, wo sie vom „Kaffeekochen“ zur ersten weiblichen Journalistin des Büros aufstieg. Sie wurde zunächst mit der Berichterstattung über Schönheitswettbewerbe beauftragt, ging aber in ihrer Freizeit nach Nordirland, als der Bürgerkrieg ausbrach. Ihr Vorgesetzter wollte einen männlichen Reporter schicken, um sie zu ersetzen, und berief sich dabei auf die UPI-Politik, dass weibliche Reporter nicht über Kriegsgebiete berichten durften, aber sie überzeugte ihn, dass die Geschichte vorbei sein würde, bis ein männlicher Ersatz eintraf, und sie durfte ihre Arbeit fortsetzen.
Aufgrund ihrer Arbeit in Nordirland wurde Franks 1970 nach New York City versetzt, um an einer Geschichte über den Weather Underground zu arbeiten, der unabsichtigt seine Anlage zur Herstellung von Bomben explodieren ließ und mehrere seiner Mitglieder tötete. Die daraus resultierende fünfteilige Geschichte, die sie zusammen mit Thomas Powers über das Leben und den Tod des Weather Underground-Mitglieds Diana Oughton schrieb, gewann 1971 den Pulitzer-Preis für Nationale Berichterstattung. Mit damals 24 Jahren war Franks die jüngste Person, die einen Pulitzer gewann. Sie war auch die erste Frau, die den Pulitzer für Nationale Berichterstattung gewann.
Franks verließ UPI 1974 und schrieb die nächsten drei Jahre für die New York Times. Von 1992 bis 2006 war sie Mitarbeiterin bei The New Yorker. Sie arbeitete außerdem freiberuflich unter anderem für die Magazine New York, The New York Times Magazine und The Atlantic. Sie fuhr fort, hochkarätige Geschichten zu finden und darüber zu berichten, wie z. B. einen Sorgerechtsfall in Michigan, bei dem die leiblichen Eltern versuchten, das Sorgerecht für eine Dreijährige wiederzuerlangen, die als Baby zur Adoption freigegeben worden war; Franks’ New-Yorker-Geschichte wurde 1993 als Fernsehfilm Whose Child Is This? The War for Baby Jessica verfilmt.
Franks’ erstes Buch, Waiting Out a War: The Exile of Private John Picciano (1971), erzählt die Geschichte eines Deserteurs im Vietnamkrieg. Das Werk basierte auf einer Reportage, die Franks bei UPI gemacht hatte. Eine Rezension für Kirkus Reviews, die Waiting Out a War ein „Buch mit mehr Integrität als Erkenntnisgewinn“ nannte, betonte, wie unauffällig Piccianos Geschichte war.
1977 heiratete Franks den langjährigen Bezirksstaatsanwalt von New York County, Robert M. Morgenthau. Franks lernte Morgenthau 1973 kennen, als sie ihn für eine Geschichte über Korruption in der Nixon-Regierung interviewte. Sie hatten zwei Kinder. Morgenthau starb 2019 im Alter von 99 Jahren.
Franks’ nächstes Buch war ein 1991 bei Random House erschienener Roman mit dem Titel Wild Apples. Darin hinterlässt der Tod der Familienmatriarchin eine Apfelplantage in den Händen rivalisierender Schwestern. Eine Rezension in Publishers Weekly schrieb, dass „Franks sich ernsthaft und einfühlsam mit realen emotionalen Situationen auseinandersetzt und die Beziehung der Schwestern auf höchst glaubwürdige Weise wiedergibt“.
Spät im Leben ihres Vaters Thomas entdeckte Franks, dass er während des Zweiten Weltkriegs ein Geheimagent des US-Militärs war, der sich als SS-Offizier ausgab und über ein Außenlager von Buchenwald berichtete. Franks veröffentlichte 2007 ein Buch über diese und andere Entdeckungen über Thomas mit dem Titel My Father's Secret War: A Memoir. Das Buch basiert auf einer umfangreichen Reihe von Interviews, die Franks mit ihrem Vater führte. Ihr zweites Memoir, Timeless: Love, Morgenthau, and Me (2014), handelt von ihrer Ehe mit Robert Morgenthau. In einer Rezension für das Wall Street Journal sagte Moira Hodgson: „'Timeless' liest sich wie ein Roman“ und bemerkte „die erstaunliche Offenheit, mit der Frau Franks über die Höhen und Tiefen ihrer Ehe spricht“, obwohl es letztlich mehr aufwärts als abwärts ging: Das Buch, so Hodgson, sei „ein langer Liebesbrief an [Morgenthau]“.
Franks starb am 5. Mai 2021 in Hopewell Junction, New York, im Alter von 74 Jahren an Krebs.

## Werke
- Waiting Out a War: The Exile of Private John Picciano. G. P. Putnam's Sons, New York City 1974, ISBN 0-698-10463-3.
- Wild Apples. Random House, New York City 1991, ISBN 0-394-57578-4. Deutsche Ausgabe: Wo der wilde Apfel blüht. Goldmann, München 1993, ISBN 978-3-442-42709-3.
- My Father's Secret War: A Memoir. Miramax Books, Los Angeles 2007, ISBN 978-1-4013-5226-4.
- Timeless: Love, Morgenthau, and Me. Farrar, Straus and Giroux, New York 2014, ISBN 978-0-374-28080-2.